# Riñones al jerez
 (décembre 2021).
Les riñones al jerez (littéralement, « rognons au xérès ») sont un plat espagnol à base de rognons de veau. Ils sont appelés al jerez parce qu'ils sont préparés dans du xérès lors de la dernière étape avant d'être servis. Les plats de rognons au xérès étaient très populaires dans les cafés de Madrid au début du XXe siècle,.

## Caractéristiques
Lors de la préparation de ce plat, les rognons (généralement de veau, parfois de mouton) sont débarrassés de leur couche de graisse externe. Ils sont généralement coupés dans le sens de la longueur. Après les avoir fait sauter, on les fait généralement revenir dans une poêle avec du saindoux et quelques tranches d'oignon. Lorsqu'elles sont chauffées, elles exsudent généralement un jus jaune. On les retire alors et on les laisse s'égoutter jusqu'à ce que le processus d'exsudation soit terminé. Après cette opération, on les fait généralement sauter une seconde fois, en les laissant cuire dans une sauce tomate (on ajoute parfois une sauce espagnole). Ils sont généralement servis avec des croûtons (coupés en triangles) arrosés de xérès. Parfois avec du riz bouilli.

## Variantes
La popularité des rognons dans les cafés de Madrid a laissé un certain nombre de variantes nommées dans la littérature culinaire espagnole. Toutes les variantes se distinguent par la décoration finale au moment du service ou par la garniture qui accompagne les rognons. L'un des objectifs était de rechercher l'originalité, en surprenant les clients. Quelques exemples :
- Les riñones a la madrileña se cuisinent de la même manière, mais les champignons et les petits pois sont utilisés pour agrémenter le plat.
- Les riñones a la señorito qui utilise la décoration du jambon frit.
- Les riñones a la segadora utilise un œuf dur coupé en fines lamelles pour décorer le plat.
- Les riñones a lo pobre utilise des pommes de terre dans la garniture.